# Ptilotula fusca
El mielero fusco o melífago carmelitoso (Ptilotula fusca) es una especie de ave paseriforme de la familia Meliphagidae endémica de Australia.

## Taxonomía
Fue descrito científicamente por el ornitólogo inglés John Gould en 1837 como Meliphaga fusca. El epíteto específico fuscus es la palabra latina para «oscuro, negro o marrón».
Fue clasificado previamente en el género Lichenostomus, pero se trasladó a Ptilotula tras el resultado de un análisis de filogenética molecular publicado en 2011, que demostró que el género original era polifilético.

### Subespecies
Se reconocen dos subespecies:
- P. f. subgermana (Mathews, 1912) – en el noreste de Australia;
- P. f. fusca (Gould, 1837) en el este y sureste de Australia.

## Distribución
Es endémica del este de Australia, donde se vive en bosques, matorrales y sabanas, desde la meseta Atherton en el noreste de Queensland, a través del este de Nueva Gales del Sur (Gran Cordillera Divisoria) y Victoria, hasta el extremo sureste de Australia Meridional.